# Lunar Crater Observation and Sensing Satellite
Il Lunar CRater Observation and Sensing Satellite (LCROSS) è una sonda spaziale della NASA progettata per rilevare la presenza di depositi di ghiaccio nelle regioni permanentemente in ombra in prossimità dei poli lunari. Tale obiettivo è stato raggiunto attraverso l'osservazione dell'impatto sulla superficie lunare dello stadio superiore del razzo vettore Centaur, che ha portato in orbita la sonda vera e propria. L'impatto è avvenuto il 9 ottobre 2009 in prossimità del cratere Cabeo. LCROSS, dopo aver attraversato il pennacchio di detriti così sollevatosi, è precipitato a sua volta sulla superficie lunare. L'analisi spettrale dei detriti ha indicato la presenza di acqua, confermando alcuni risultati della precedente missione Clementine.
Il Lunar CRater Observation and Sensing Satellite venne lanciato il 18 giugno 2009 alle 21:32 UTC a bordo di un razzo Atlas V insieme ad una seconda missione lunare, il Lunar Reconnaissance Orbiter (LRO). Prima di precipitare sulla Luna, ha percorso un'orbita polare intorno al sistema Terra-Luna di circa 37 giorni ed ha eseguito un sorvolo ravvicinato del nostro satellite.

## Panoramica della missione
Durante la prima fase di definizione della missione lunare che sarebbe poi divenuta il Lunar Reconnaissance Orbiter (LRO), la NASA vagliò due possibilità: il lancio del solo LRO su un vettore Delta II, oppure, qualora le disponibilità di bilancio l'avessero permesso, l'utilizzo di un vettore più potente, l'Atlas V, e l'accostamento a LRO di una missione economica per l'individuazione di ghiaccio sulla Luna. Questa seconda soluzione è stata preferita, dopo aver selezionato il Lunar CRater Observation and Sensing Satellite in una gara di opportunità tra 19 progetti.
LCROSS è stato progettato per osservare l'impatto dello stadio superiore del razzo vettore Centaur che l'avrebbe portato in orbita, su una regione permanentemente in ombra situata in vicinanza ad un polo lunare. L'analisi spettrale del pennacchio di detriti avrebbe potuto confermare alcuni risultati della missione Clementine, che suggeriscono la presenza di depositi di ghiaccio nelle regioni lunari che si trovano permanentemente in ombra. La missione è costata 79 milioni di dollari.

### Il lancio
Il Lunar CRater Observation and Sensing Satellite e il Lunar Reconnaissance Orbiter sono stati lanciati dalla Cape Canaveral Air Force Station il 18 giugno 2009 alle 21:32 UTC a bordo di un razzo Atlas V.
Alle 22:16:43 UTC, 44 minuti dopo il lancio, il Lunar Reconnaissance Orbiter si è separato dall'ultimo stadio del razzo vettore; circa tre ore dopo LCROSS ha acquisito il controllo del razzo Centaur.

### La crociera

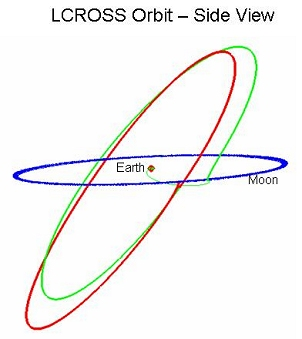
La traiettoria seguita da LCROSS

Il 23 giugno LCROSS ha eseguito una manovra di fionda gravitazionale con la Luna che ha permesso di inserire la sonda su un'orbita polare intorno al sistema Terra-Luna, ortogonale al piano in cui giace l'orbita lunare, con periodo di circa 37 giorni e denominata: Lunar-Gravity Assist, Lunar-Return Orbit o LGALRO. La minima distanza raggiunta dalla superficie lunare è stata di 3.200 km. Durante il sorvolo ravvicinato è stato testato il funzionamento degli strumenti della sonda: sono stati osservati i crateri Mendeleev, Goddard C e Giordano Bruno e sono stati eseguiti test di osservazione del limbo lunare.
La mattina del 22 agosto 2009, i controllori di missione hanno rivelato un'anomalia di funzionamento, causata da un guasto dei sensori, che ha condotto la sonda a bruciare 140 chilogrammi di propellente, più della metà del propellente presente a bordo. L'imprevisto, che ha richiesto al controllo di missione di rivalutare le tempistiche di manovra, non ha impedito il successo della missione.
Durante la crociera, la sonda ha completato approssimativamente tre orbite. La traiettoria scelta non ha comportato ulteriori sorvoli della Luna per evitare che la sonda potesse essere catturata dalla gravità lunare.

### L'impatto

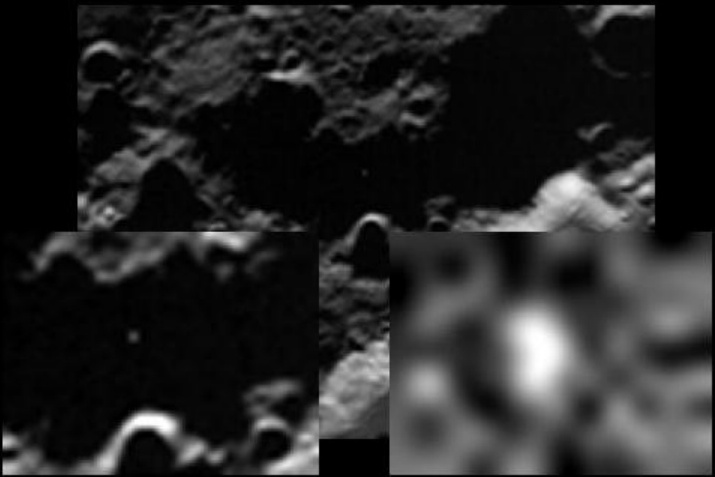
L'emissione luminosa associata all'impatto del razzo Centaur.

Il 9 ottobre alle 00:50 GMT è avvenuta la separazione tra il razzo Centaur e LCROSS. L'impatto sulla superficie lunare è avvenuto alle 11.31 UTC (ore 13.31 italiane). Il razzo Centaur ha colpito la Luna vicino al Polo Sud. Punto d'impatto il cratere Cabeo. La velocità con il quale il razzo, dal peso di 2.366 kg, ha toccato la Luna era di 9.000 km all'ora. Prima di colpire a sua volta la superficie circa 4 minuti dopo, LCROSS, dal peso di 891 kg, ha attraversato il pennacchio così sollevato e ne ha potuto analizzare la composizione per controllare l'eventuale presenza d'acqua.
I due impatti, che sono stati visibili anche agli astronomi amatoriali, sono stati monitorati anche dagli osservatori terrestri e da altri strumenti in orbita, tra cui lo stesso LRO ed il Telescopio spaziale Hubble.
La scelta del cratere di impatto è stata eseguita da un comitato scientifico entro una lista di crateri fornita dalla NASA, prevalentemente in base ai dati raccolti da LRO e dalla sonda lunare indiana Chandrayaan-1.

## Risultati scientifici

### Presenza di acqua
Il 13 novembre 2009, la NASA ha annunciato che, in seguito ad un'analisi preliminare dei dati raccolti durante l'impatto, è confermata la presenza di acqua sulla Luna. La quantità rilevata sembra essere superiore ai 100 kg. Nello specifico sono state rilevate linee di emissione dell'acqua nello spettro, nel visibile e nell'ultravioletto, del pennacchio generato dall'impatto del razzo Centaur e raccolto da LCROSS. È stata inoltre rilevata la presenza di idrossile, prodotto dalla scissione dell'acqua investita dalla radiazione solare.